# ジャイアンツグランプリ
ジャイアンツグランプリ2010とは、読売ジャイアンツと月刊ジャイアンツ（スポーツ報知発行）主催のクイズ形式のウェブサイトである。

## 概要
2010年、原則火曜日更新でシーズン中に開催したクイズ形式のウェブサイトである。
毎回巨人軍の選手についての様々な記録やプライベートなネタなどを4者択一のクイズとして1選手につき20問出題。当該週の火曜日から日曜日まで回答を受け付けて、次週月曜日以後回答と結果を発表する。
1問につき5点。20問全部正解で100点とし、これを1ヶ月累計のポイントで合算し、最多得点を挙げた会員には「月間MVP」、更に最多得点を含め上位9人には「月間ベストナイン」として選手愛用品や東京ドームなどでの巨人主管試合チケットなどを贈呈した。クイズへの参加は有料会員のみ。